# Egyek
Egyek je vas na Madžarskem, ki upravno spada pod podregijo Balmazújvárosi Županije Hajdú-Bihar.